# Muñogrande
Muñogrande település Spanyolországban, Ávila tartományban.  Lakosainak száma 74 fő (2024).

## Népesség
A település népessége az utóbbi években az alábbiak szerint változott:
| Lakosok száma | 105  | 95   | 87   | 77   | 78   | 64   | 69   | 66   | 71   | 74   |
|               | 2001 | 2004 | 2006 | 2009 | 2011 | 2014 | 2016 | 2019 | 2021 | 2024 |